# Dodo & Cocco
Dodo & Cocco è un fumetto creato  dalla matita di Giovanni Boselli e pubblicato su Il Giornalino dal 1986 al 2001.
I protagonisti di questo fumetto sono Cocco, un bambino esuberante e irrequieto con un solo dente e un ciuffo di capelli biondi, e il suo cane Dodo, incaricato dal padre del ragazzo di sorvegliare in sua assenza la casa e il figlio. La storia, che raramente dura più di poche decine di vignette, verte sui disastri combinati da Cocco e sui tentativi di rimediare adottati da Dodo.
Nelle loro azioni i due si avvalgono di un tecnologico e fantastico strumento: il Magic Computer del padre di Cocco. Si tratta all'apparenza di un normale computer, ma con la peculiarità che ogni parola digitata sul suo monitor fa apparire l'oggetto o l'animale corrispondente. Cocco e Dodo si alternano nell'utilizzo del Magic Computer cambiando la parola l'uno dell'altro ad esempio eliminando, modificando o aggiungendo una sillaba o una lettera («polo» diventa «pollo» e così via).

## Curiosità
Boselli prese ispirazione dal nome del suo cane per assegnare un nome al personaggio del fumetto.